# فرودگاه صحرایی داندک
فرودگاه صحرایی داندک (به انگلیسی: Dundalk (Tripp Field) Aerodrome) یک فرودگاه خصوصی است که یک باند فرود چمن دارد و طول باند آن ۵۴۹ متر است. این فرودگاه در کشور کانادا قرار دارد و در ارتفاع ۵۱۸ متری از سطح دریا واقع شده است.